# Szerelmes sznobok
A Szerelmes sznobok 1982-ben készült, 1983 őszén bemutatott színes magyar tévéfilm Gyárfás Miklós forgatókönyve alapján, Váradi Hédi főszereplésével, Nemere László rendezésében.

## Készítők
- Rendező: Nemere László
- Írta: Gyárfás Miklós
- Zenei szerkesztő: Herczeg László
- Operatőr: Czabarka György, Reisz Iván, Pintér Endre
- Gyártásvezető: Szenteczky András
- Jelmeztervező: Csengey Emőke
- Díszlettervező: Barta László
- Hangmérnök: Herbert István

## Szereplők
| Szerep        | Megjegyzés                                                                                           | Színész         |
| ------------- | --- | --------------- |
| Anna          | Tardy Kálmán világhírű operaénekes 52 éves özvegye                                                   | Váradi Hédi     |
| Marcell       | az inas, a néhai férj volt öltöztető-szabója                                                         | Csákányi László |
| Mara          | Anna 29 éves lánya                                                                                   | Bánsági Ildikó  |
| Kockás Béla   | Mara harmadik férjének, az országgyűlési képviselőnek az elsős gimnazista fia a korábbi házasságából | Baranyai Imre   |
| Ancsal Dávid  | szőnyegszövő művész, Mara barátja, a leendő férj                                                     | Sinkovits Imre  |
| Elekes Balázs | Mara válófélben levő negyedik férje, a fővadász                                                      | Bujtor István   |
| Anna néni     | Mara első férjének, a most 50 éves dr. Borsodi Endre történész egyetemi tanárnak a 70 éves anyja     | Gobbi Hilda     |
| Bözsi néni    | Mara második férjének, Kóbos Ernő elvtársnak, a sodronygyár igazgatójának a házvezetőnője            | Kádár Flóra     |

## Fogadtatás
„Szokatlanul szűkszavúan reklámozták előre Gyárfás Miklós tévéjátékát, a Szerelmes sznobokat, még a műsorújság sem írt róia egyetlen mondatot sem eligazításként. Így hát az illusztris író és a sok kellemes tévéjátékot már maga mögött tudó rendező — Nemere László —, valamint az ígéretes szereplőlista ismeretében várhattunk valamit. Nyolcvan perc után azt kell regisztrálni, hogy Gyárfás Miklós — a várakozásnak megfelelően — a drámaszerkesztés kiváló mestere, Nemere László gondos, precíz rendező, a szereplők között a régen látott Váradi Hédiről valóban nehéz volt elhinni az ötvenkét esztendőt, Gobbi Hilda magánszámnak tekinthető jelenete tipikusan Gobbi-szóló volt, a gyermekszereplő szépen felmondta a leckét, s a többi szereplő is teljesítette feladatát.”